# Leonardo DiCaprio
Leonardo Wilhelm DiCaprio (Los Angeles, Kalifornija, 11. studenog 1974.), američki glumac. DiCaprio je ulogom Jacka Dawsona u Titanicu 1997. stekao svjetsku slavu. Pojavljivao se u filmovima Martina Scorsesea Bande New Yorka (2002.), Avijatičar (2004.) i Pokojni (2006.), što je izazvalo usporedbe s ranom karijerom Roberta De Nira.

## Životopis

### Djetinjstvo
DiCaprio je rođen u Los Angelesu u Kaliforniji kao jedino dijete Georgea DiCapria, underground strip crtača i izdavača stripova, i Irmelin Indenbirken, bivše pravne vježbenice. Njegova majka se preselila iz Oer-Erkenschwicka, Njemačka u SAD tijekom djetinjstva, dok mu je otac talijanskog i njemačkog podrijetla. DiCapriovi roditelji upoznali su se dok su pohađali koledž te se zajedno preselili u Los Angeles. Ime je dobio prema umjetniku Leonardu da Vinciju, jer je njegova majka stajala ispred da Vincijeve slike u muzeju u Italiji kad je osjetila prvi sinov udarac u utrobi.
DiCapriovi roditelji su se razveli kad je imao godinu dana. Uglavnom je živio s majkom, iako ga je otac posjećivao s vremena na vrijeme. Tijekom djetinjstva je pohađao osnovnu školu Canterbury. Dio djetinjstva je proveo u Njemačkoj, gdje su još živjeli majčini roditelji, Wilhelm i Helene.
Odabrao je glumačku karijeru inspiriran primjerom Adama Starra, posinka njegova oca iz drugog braka koji se pojavljivao u reklamama. U dvanaestoj godini je već tražio agenta, ali je isprva odbijen nekoliko puta; jedan agent mu je predložio da anglizira svoje ime u "Lenny Williams", što je ovaj odbio.

### Rana karijera
DiCapriova karijera počela je 1989. godine nakon što je dobio ulogu u televizijskom filmu Roditeljstvo, gdje je upoznao Tobeyja Maguirea, s kojim je ostao dobar prijatelj. Iste godine se pojavio u sapunici Santa Barbara u ulozi Masona Capwella (u flashbackovima kao tinejdžer). Od 1991. do 1992. je nastupao u ulozi Lukea Browera, dječaka beskućnika, u seriji Growing Pains.
No, Di Caprio je najpoznatiji po svojim ulogama u filmovima. Debi je ostvario kao Josh u filmu Critters 3 (1991.), koji se prikazivao u manjem broju kina nakon čega je ubrzo objavljen na kućnim formatima.
Dvije godine poslije dogodila se prekretnica u njegovoj karijeri. U filmu Život ovog dječaka je glumio Tobyja, a nastupio je s Robertom De Nirom i Ellen Barkin. Iste godine je portretirao mentalno zaostalog dječaka u filmu Što muči Gilberta Grapea. Uloga mu je donijela nominaciju za Oscara sa samo 19 godina.
Godine 1995. nastupio je u Potpunoj pomrčini, izmišljenoj priči o strastvenoj i nasilnoj homoseksualnoj vezi između francuskih pjesnika iz 19. stoljeća, Paula Verlaina (David Thewlis) i Arthura Rimbauda (DiCaprio). Uloga je originalno pripala Riveru Phoenixu, ali ju je nakon njegove smrti 1993. preuzeo DiCaprio.
Crno bijeli film Don's Plum, niskobudžetna drama s DiCapriom i nekoliko njegovih prijatelja (uključujući Tobeyja Maguirea) snimljena je između 1995. i 1996. Njezinu distribuciju u SAD-u i Kanadi kasnije su blokirali upravo njih dvojica jer su tvrdili kako nisu namjeravali snimiti dugometražni film koji će se prikazivati u kinima. Bez obzira na to, film je kasnije premijerno prikazan 9. veljače 2001. u Berlinu.
Godine 1995. nastupio je u ulozi Jima Carrolla, ovisnika o heroinu, u filmu Dnevnik košarkaša. 1996. se pojavio u glavnoj ulozi u modernoj ekranizaciji Romeo i Julija Williama Shakespearea. Nakon toga je nastupio u Marvinovoj sobi zajedno s Meryl Streep i Diane Keaton.

### Status superzvijezde i "Leo-mania"
Prijelaz sa statusa "zvijezde" na "superzvijezdu" došao je nakon uloge Jacka Dawsona u blockbusteru iz 1997., Titanic, najuspješnijem filmu svih vremena koji je uz to osvojio 11 Oscara. Sljedećih nekoliko godina je uživao u statusu svjetske zvijezde, a lijepili su mu i etikete kao što su "tinejdžerski zavodnik" i seks simbol. Časopis People u više ga je navrata uvrštavao na popis najljepših ljudi na svijetu. Na vrhuncu slave 1998., DiCaprio se pojavljivao na brojnim naslovnicama, od Vanity Faira do Rolling Stonea. 1998. je pristao odigrati lakrdijašku ulogu "teen idola" u satiričnoj parodiji Woodyja Allena, Superstar. Iste je godine glumio kralja Luja XIV. i njegovog zarobljenog brata Phillipea u Čovjeku sa željeznom maskom, djelomičnoj ekranizaciji romana Alexandrea Dumasa. Sa slavom su došli i napisi u tabloidima o ekscesima i razuzdanosti. Time je rezimirao put do slave i njegove zamke u intervjuu s glumcem 2000.:
»DiCaprio za sebe još misli da je glumac iz nezavisnih filmova, a ne dječak s naslovnice tinejdžerskih novina. "Nemam veze s fenomenom Titanica i s tim što je moje lice postalo širom svijeta", komentirao je DiCaprio i dodao: "Nikad više neću dosegnuti takvu popularnost, ali to i ne očekujem. To nije nešto što ću pokušavati postići.«
Bez obzira na to, naslovnice i kontroverze su se nastavili redati, a vrhunac je došao te godine s projektom Dannyja Boylea temeljenog na kultnom romanu Alexa Garlanda, Žal. Zbog sukoba s tajlandskom vladom oko korištenja otoka Ko Phi Phija 1999., o filmu je pisano u negativnom kontekstu. Navodilo se kako je odobrenje da se fizički izmijeni okoliš Nacionalnog parka Phi Phi otoka ilegalno. Na kraju, film zbog svog sadržaja nije postigao ni željeni komercijalni uspjeh.

### Zrelije razdoblje
DiCaprio se 2002. počeo udaljavati od svojeg stereotipnog izgleda i počeo surađivati s priznatim redateljima nastupivši u dva epska filma: Bande New Yorka (redatelja Martina Scorsesea) i Uhvati me ako možeš (redatelja Stevena Spielberga). Kritika je hvalila oba filma. Nastavljajući suradnju sa Scorseseom, dvojac se ponovno udružio za biografski film o američkom biznismenu Howardu Hughesu, Avijatičar, koji mu je donio drugu nominaciju za Oscara za najboljeg glumca.
Godine 2006. ponovno je nastupio u Scorseseovom filmu, Pokojni, ovaj put kao Billy Costigan, inteligentni policajac iz Bostona na tajnom zadatku. Njegov sljedeći film bio je Krvavi dijamant, objavljen 8. prosinca 2006. Iako film nije prošao najbolje kod kritike, DiCaprio je dobio pohvale za autentičnost svog zimbabveanskog afrikanerskog naglaska.

### Privatni život
DiCaprio je poznati aktivist za zaštitu okoliša, a udruge zelenih su odobrile njegov izbor da leti komercijalnim letovima umjesto privatnih čartera koji koriste više goriva. U više navrata apelovao je na zaštitu rijeka u bh. entitetu Federacija Bosne i Hercegovine, odnosno u više navrata podržavao je borbu protiv gradnje malih hidroelektrana u Bosni i Hercegovini.
DiCaprio ima kuću u Los Angelesu i stan u New Yorku. Kupio je otok u Belizeu gdje planira sagraditi eko-prijateljsko odmaralište.

## Filmografija
| Godina | Naslov                     | Uloga                        | Bilješke                                                                                 |
| ------ | -------------------------- | ---------------------------- | ---------------------------------------------------------------------------------------- |
| 1991.  | Critters 3                 | Josh                         |                                                                                          |
| 1992.  | Otrovna Ivy                | Guy                          |                                                                                          |
| 1993.  | Život ovog dječaka         | Tobias "Toby" Wolff          |                                                                                          |
| 1993.  | Što muči Gilberta Grapea   | Arnie Grape                  | Prva nominacija za Oscar                                                                 |
| 1995.  | Brzi i mrtvi               | Fee Herod "The Kid"          |                                                                                          |
| 1995.  | Dnevnik košarkaša          | Jim Carroll                  |                                                                                          |
| 1995.  | Potpuna pomrčina           | Arthur Rimbaud               |                                                                                          |
| 1996.  | Romeo i Julija             | Romeo Montague               |                                                                                          |
| 1996.  | Marvinova soba             | Hank                         |                                                                                          |
| 1997.  | Titanic                    | Jack Dawson                  |                                                                                          |
| 1998.  | Čovjek sa željeznom maskom | Kralj Luj XIV./Philippe      |                                                                                          |
| 1998.  | Superstar                  | Brandon Darrow               |                                                                                          |
| 2000.  | Žal                        | Richard                      |                                                                                          |
| 2001.  | Don's Plum                 | Derek                        |                                                                                          |
| 2002.  | Uhvati me ako možeš        | Frank William Abagnale mlađi |                                                                                          |
| 2002.  | Bande New Yorka            | Amsterdam Vallon             |                                                                                          |
| 2004.  | Avijatičar                 | Howard Hughes                | Nominiran za Oscar za najboljeg glavnog glumca Zlatni globus za najboljeg glumca – drama |
| 2006.  | Krvavi dijamant            | Danny Archer                 | Nominiran za Oscar za najboljeg glavnog glumca i Zlatni globus                           |
| 2006.  | Pokojni                    | Billy Costigan               | Nominiran za Zlatni globus za najboljeg glumca – drama                                   |
| 2007.  | 11. sat                    | Pripovjedač                  |                                                                                          |
| 2008.  | Tijelo od laži             | Roger Ferris                 |                                                                                          |
| 2008.  | Put oslobođenja            | Frank Wheeler                | Nominiran za Zlatni globus za najboljeg glumca – drama                                   |
| 2010.  | Otok Shutter               | Edward "Teddy" Daniels       |                                                                                          |
| 2010.  | Početak                    | Dominick "Dom" Cobb          |                                                                                          |

## Nagrade i nominacije

### Oscari
- Nominiran: Najbolji sporedni glumac, Što muči Gilberta Grapea (1993.)
- Nominiran: Najbolji glavni glumac,  Avijatičar (2004.)
- Nominiran: Najbolji glavni glumac, Krvavi dijamant (2006.)
- Nominiran: Najbolji glavni glumac, Vuk s Wall Streeta (2013.)
- Osvojio: Najbolji glavni glumac, Povratnik (2016.)

### BAFTA nagrade
- Nominiran: Najbolji glumac, Avijatičar (2005.)
- Nominiran: Najbolji glumac, Pokojni (2007.)

### Zlatni globusi
- Nominiran: Najbolji sporedni glumac, Što muči Gilberta Grapea (1994.)
- Nominiran: Najbolji glumac - drama, Titanic (1998.)
- Nominiran: Najbolji glumac - drama, Uhvati me ako možeš (2003.)
- Osvojio: Najbolji glumac - drama, Avijatičar (2005.)
- Nominiran: Najbolji glumac - drama, Pokojni (2007.)
- Nominiran: Najbolji glumac - drama, Krvavi dijamant (2007.)

## Vanjske poveznice
- Službena stranica  Arhivirana inačica izvorne stranice od 3. kolovoza 2009. (Wayback Machine)
- Službena eko-stranica  Arhivirana inačica izvorne stranice od 9. veljače 2008. (Wayback Machine)
- Službena stranica filma 11. sat  Arhivirana inačica izvorne stranice od 16. travnja 2019. (Wayback Machine)
- Leonardo DiCaprio u internetskoj bazi filmova IMDb-u (engl.)